# 日本坂道学会
日本坂道学会（にほんさかみちがっかい）とは、2000年（平成12年）に、坂道研究家である山野勝（講談社顧問。『週刊ヤングマガジン』編集長、常務取締役等を歴任）と、副会長のタレントであるタモリの2人が設立した、坂道を愛好・研究する「自称」学会である。会長は山野、副会長はタモリの2人のみで構成している。
2006年（平成18年）に日本坂学会から改称した坂学会とは異なる。

## 結成までの経緯
東京都の銀座近辺の居酒屋で坂道について、友人と熱弁をしながら話している山野勝をタモリが偶然見て「坂道がお好きなのですか?」とタモリが聞くと、山野は「坂道研究家なので、大好きです」とタモリが会話に加わり、会話が弾むにつれて、「日本坂道学会」を2人で結成した。会員は、会長の山野、副会長のタモリのみ。この2人は、年に1〜2回、坂道について自分達の成果を確認し合ったり、坂道について熱く語り合うと言う。
その後、2013年5月13日「森田一義アワー 笑っていいとも!」のテレフォンショッキングにおいて能町みね子が日本坂道学会に入りたい旨をタモリに伝えた。

## 坂道の観点
会長：山野、副会長：タモリが坂道を見る鑑賞の点は、
1. 勾配の具合を自分の目で確かめる。
2. 湾曲の行き方（角度・傾斜）はどうなっているか。
3. 周囲に江戸などの歴史、景色、風情を出す物があるかどうか。
4. 坂道の名前の由来など、由緒を自ら調べ感じとれるか。

と、いったことを2人は述べている。

## タモリの趣味・嗜好
タモリは休日になるとデジタルカメラを手に、東京都内など関東地区を街歩きをする趣味・嗜好を持っており、タモリは坂道に関しては高低差が好きだと自ら主張する。

## 公式オンライン講座
2022年9月、「日本坂道学会」の公式オンライン講座として「日本坂道学会・山野勝のお江戸坂道・歴史散歩」（DMMオンラインサロン）を開講。これまでカルチャースクールなどで培った坂道の魅力を広めることを目的に、全国どこにいても歴史散歩のコース＝お江戸坂道を歩いているような、見て楽しく学びになるコンテンツを提供している。

## 関連本
タモリの著書
- 『タモリのTOKYO坂道美学入門』 講談社、2004年（ISBN 4063527239）。『TOKYO1週間』誌上での連載『TOKYO坂道美学デートNAVI入門』をまとめたもの。 過去に交友社より雑誌『鉄道ファン』への登場依頼があったが、スケジュールの関係で実現できなかった。
- 『お江戸・東京 坂タモリ 港区編』、ART NEXT、2022年。18年ぶりのタモリによる坂道に関する出版。

山野の著書
- 『江戸の坂 東京・歴史散歩ガイド』 朝日新聞社、2009年（ISBN 4022502304）